# Józef Witkowski (1929–2005)
Józef Witkowski (ur. 20 lutego 1929 w Złotnikach Kujawskich, zm. 15 października 2005 w Inowrocławiu) – polski ślusarz, poseł na Sejm PRL VI kadencji.

## Życiorys
Syn Metodego i Pelagii z domu Domańskiej. Uzyskał wykształcenie zasadnicze zawodowe. Podczas II wojny światowej pracował jako robotnik rolny. Później był pracownikiem Inowrocławskiej Fabryki Sprzętu Rolniczego, gdzie ukończył przyzakładową szkołę przemysłową. Uzyskał w niej zawód ślusarza. W 1969 awansowano go na stanowisko brygadzisty.
Od 1953 należał do Polskiej Zjednoczonej Partii Robotniczej, z ramienia której w 1972 uzyskał mandat posła na Sejm PRL w okręgu Toruń. Zasiadał w Komisji Handlu Wewnętrznego.
Został pochowany na cmentarzu parafialnym w Inowrocławiu.

## Odznaczenia
- Brązowy Krzyż Zasługi